# Napad u gimnaziji u Zadru
Ujutro 9. listopada 1972. godine 19-godišnjak srpske narodnosti Milorad Vulinović u gradskoj gimnaziji u Zadru očevim je pištoljem ubio profesora povijesti Vicu Vlatkovića i teško ranio profesora sociologije Gojka Matulinu, koji je umro u bolnici.
Nedugo nakon počinjena ubojstva školska profesorica srela je Vulinovića na ulici i vidjela ga kako jede kremšnite u obližnjoj slastičarnici Jadran i čeka da ga uhite.
Vulinović je na saslušanju izjavio da je mrzio Vlatkovića, koji je simpatizirao s Hrvatskim proljećem. Psihijatrijski stručnjaci utvrdili su da je Vulinović patio od »psihopatske ličnosti« s »tendencijom ka šizoidnoj psihopatiji«. Vulinović je osuđen na 15 godina zatvora na Golom otoku, najtežu kaznu za mlade punoljetnike u SFR Jugoslaviji.
Dana 10. listopada održan je skup na Narodnom trgu u Zadru u spomen ubijenim profesorima. Slobodna Dalmacija izvijestila je da se 11. listopada na Obali maršala Tita, ispred kuće Gojka Matuline, okupilo otprilike deset tisuća građana kako bi odali počast preminulom profesoru.